# Аче (язык)
Аче (Ache, Ache-Guayaki, Axe, “Guaiaqui” (pej.), “Guayakí” (pej.), “Guoyagui” (pej.)) — язык, относящийся к семье гуарани, на котором говорит народ аче в муниципалитете Ипетими департамента Каасапа; в муниципалитете Пуэрто-Барра департамента Альто-Парана; в муниципалитете Черро-Мороти департамента Каагуасу; в муниципалитетах Арройо-Бандера, Контуви, Контувиве, Чупа-Поу департамента Канендию в Парагвае.
80 % населения являются двуязычными в парагвайском гуарани, 30% в испанском, а менее чем 1% в португальском.

## Диалекты
У аче есть диалекты аче-ва, аче-гату, аче-пуре и ньякундайский (по названию реки Ньякундай). Шесть диалектов достаточно отличаются друг от друга, чтобы стать причиной проблемы с общением. Из них 3 диалекта остаются на прежнем месте, аче-пуре является бездействующим, а между диалектами аче-ва и аче-гату высокая взаимопонятность, но с ньякундайским диалектом понимание низкое для двух других.